# 새티스팩토리
새티스팩토리(Satisfactory)는 스웨덴 비디오 게임 개발사인 커피 스테인 스튜디오(Coffee Stain Studios)가 제작한 2024년 공장 시뮬레이션 게임이다. 3D 1인칭 오픈 월드 탐험 및 공장 건설 게임이다. 플레이어("개척자")는 몇 가지 도구를 가지고 외계 행성에 떨어지게 되며 행성의 천연 자원을 활용하여 점점 더 복잡해지는 공장을 건설해야 한다. 초기 목표는 우주 엘리베이터를 건설하고 플레이어가 일하는 회사(FICSIT Inc.)에 알 수 없는 목적을 위해 점점 더 많고 복잡해지는 구성 요소를 공급하기 시작하는 것이다. 이러한 수출을 통해 다음 단계를 가능하게 하는 새로운 기술에 대한 액세스가 가능해진다.
새티스팩토리는 2019년 3월 19일 마이크로소프트 윈도우에서 얼리 액세스가 가능해졌다. 2024년 1월까지 이 게임은 550만 장 판매되었다. 게임의 정식 버전은 2024년 9월 10일에 출시되었다. 정식 출시와 함께 커피 스테인은 콘솔 버전에 대한 계획도 발표했다.

## 게임플레이
새티스팩토리는 1인칭 시점으로 플레이되며 협력적인 멀티플레이어 기능을 제공한다. 플레이어는 자원을 수집하고 정제하기 위해 자원이 풍부한 행성으로 파견된 FICSIT 개척자의 역할을 맡는다. 자동화된 공장과 지원 인프라를 구축해야 한다. 궁극적인 목표는 알려지지 않은 부품을 대량 생산하여 우주 엘리베이터를 이용해 FICSIT로 보내는 것이다. 플레이어는 네 곳 중 한 곳의 미리 디자인된 지도에 등장하며, 걸어서 탐험하여 자원을 찾고 전쟁의 안개를 걷어내야 한다. FICSIT는 일련의 계층을 통해 플레이어를 안내하며 각 계층은 리소스를 수집하고 지정된 수의 구성 요소를 제작하여 완료된다. 각 계층마다 새로운 장비, 청사진 및 기술이 잠금 해제되어 플레이어가 공장을 확장하고 업그레이드할 수 있다. 플레이어가 계층을 통해 발전함에 따라 FICSIT에 필요한 대량의 복잡한 품목을 생산하려면 자동화가 필요해진다. 컨베이어 벨트, 파이프라인, 트럭, 기차, 드론은 다양한 단계에서 잠금 해제되며 자원과 구성 요소를 운반하는 데 사용된다. 플레이어는 또한 공장을 운영하기 위해 전력망을 구축하고 업그레이드해야 한다.

## 개발 및 출시
새티스팩토리는 E3 2018에서 처음 발표되었다. 커피 스테인 스튜디오는 2018년 중반에 비공개 알파 테스트를 통해 게임을 테스트한 후 2019년 3월에 공개 조기 액세스 릴리스로 출시했으며 처음에는 에픽게임즈 스토어에서 1년 동안 독점권을 유지했다. 이 게임은 원래 스튜디오가 생텀 및 고트 시뮬레이터의 이전 타이틀에 대해 과거 경험을 갖고 있었기 때문에 언리얼 엔진 4를 사용하여 제작되었다. 2023년 11월까지 커피 스테인은 게임을 언리얼 엔진 5로 마이그레이션하여 향상된 성능과 향후 업데이트를 위한 보다 안정적인 기반을 제공했다. 게임의 세계는 절차적으로 생성되지 않으며 대신 약 30 제곱킬로미터 (12 mi2)의 면적을 차지하는 수동으로 생성된 여러 생물 군계이다. 지도는 이전 게임에서 커피 스테인이 만든 오픈 월드보다 훨씬 더 크다.

## 평가
| 평가 |        |
| --- | ------ |
| 통합 점수 통합사 점수 메타크리틱 90/100 [ 13 ] 평론 점수 평론사 점수 하드코어 게이머 4.5/5 [ 14 ] IGN 9/10 [ 15 ] PC 게이머 (US) 90/100 [ 16 ] 섁뉴스 9/10 [ 17 ] |        |
| 통합 점수 |        |
| 통합사 | 점수   |
| 메타크리틱 | 90/100 |
| 평론 점수 |        |
| 평론사 | 점수   |
| 하드코어 게이머 | 4.5/5  |
| IGN | 9/10   |
| PC 게이머 (US) | 90/100 |
| 섁뉴스 | 9/10   |